# Eiger
Eiger egy 3970 méter magas hegy a Berni-Alpokban, Svájcban, a Berni-felvidéken, Grindelwald és Lauterbrunnen települések felett. A Mönch és a Jungfrau hegyekkel együtt a svájci Alpok legemblematikusabb részét alkotják.
A hegy északi oldala 3000 méteres magasságokban emelkedik Grindelwald és Lauterbrunnen völgyei fölé. A déli oldal egy nagy gleccserre néz, a Jungfrau-Aletsch nevű gleccserre, mely az Alpok legnagyobb gleccser-vidéke.
Az Eiger leghíresebb látványossága az északi oldal sziklafala (Eigerwand, vagy Nordwand), mely 1800 méteres, és ez az Alpok legnagyobb északi sziklafala. Ide helikopteres túrákat is szerveznek.
Az Eigert először 1858-ban mászták meg, a legveszélyesebb északi falat 1938-ban. 1935 óta több mint 64 hegymászó lelte itt a halálát mászás közben, ezért ezt az oldalt „halálfalnak” is hívják.

## Geográfia
Az Eiger Grindelwald és Lauterbrunnen települések és völgyei között fekszik, 2,2 km-re Mönch-től és 5,6 km-re a Jungfrau-tól. A legközelebbi település Grindelwald (5 km), Lauterbrunnen és Wengen 7–7 km távolságban. Az Eigernek három oldala van: az északi, nyugati és a délkeleti. Az északi oldal alatt van Kleine Scheidegg (3 km), mely egy hegyi üdülőhely és egyben hágó is. Ez köti össze Grindelwald és Lauterbrunnen településeket. Ezek mind elérhetők hegyi vasúton Interlakenből. A Jungfrau fogaskerekű vasút lassan mászik fel a Kleine Scheidegg állomásra, ahol át kell szállni a Jungfraujoch felé, mely a legmagasabb pont Európában, melyet vasúton lehet elérni. Lauberhorn drótkötélpályán is elérhető Grindelwaldból.
A hegyi vasúton utazva panoráma kép nyílik mind az Eigerre, a Mönchre és a Jungfrau hegyekre. A hegy minden oldala a Lütschine folyót táplálja. A hegy északi oldala szinte sosem jeges, de a másik oldalon jelentős gleccser alakult ki. Az Eiger-gleccser a nyugati oldalról halad a Mönch felé 2400 méterig, egészen az Eigergletscher vasútállomásig. A keleti oldalon az Eismeer tart lefele 1300 méterig, az alsó Grindewald-gleccseren át a Fekete Lütschine folyóba. A déli és keleti oldalon egy 20 km hosszú gleccser alakult ki. Az egész régiót, benne a magas csúcsokat és a gleccsereket, 2001-ben az UNESCO világörökségi területnek nyilvánította.
2006-ban az Eiger keleti oldaláról leszakadt egy közel 700 000 köbméteres sziklatömb, mely lakatlan területre zuhant, károkat nem okozott.